# Psaliodes vernifera
Psaliodes vernifera är en fjärilsart som beskrevs av Louis Beethoven Prout 1929. Psaliodes vernifera ingår i släktet Psaliodes och familjen mätare. Inga underarter finns listade i Catalogue of Life.